# Bulbophyllum desmanthum
Bulbophyllum desmanthum là một loài phong lan thuộc chi Bulbophyllum.